# Zao (groupe français)
Pour les articles homonymes, voir Zao.
Zao est un groupe de rock français, originaire de Paris. Formé en 1972 par François « Faton » Cahen et Yochk'o Seffer, il se rapproche musicalement du jazz rock et le rock progressif. Le groupe se sépare en 2012.

## Biographie

### Débuts et succès (1972–1976)
François Cahen est pianiste au sein de Magma depuis 1969. Yochk'o Seffer y joue du saxophone depuis la fin 1970. En novembre 1972, tous deux décident de quitter le groupe pour fonder Zao dans le but de jouer une musique plus improvisée. Ils sont rejoints dans cette aventure par Jean-My Truong à la batterie (ex-Perception), puis par Joël Dugrenot, qui jouait de la basse derrière Jacques Dutronc, et par Mauricia Platon, une choriste de variété. Yoch'ko, d'origine hongroise, désire un violoniste dans le groupe. Michel Ripoche, en provenance de Zoo, est un temps pressenti, mais c'est finalement Jean-Yves Rigaud qui occupera ce poste.
Un premier album, Z=7L, est enregistré en août 1973. Bien qu'encore proche de Magma par moments et pouvant être considérée comme de la zeuhl, la musique est moins agressive, plus jazzy, laissant plus de place à l'improvisation. Suivront une série de concerts dans le circuit des petites salles (MJC…) avec un passage à la Fête de l'Humanité en septembre. Jean-Yves Rigaud et Faton Cahen sont blessés dans un accident de voiture en revenant d'un concert donné à Tours au début de l'année 1974. Ce dernier sera remplacé jusqu'au début de l'été par Siegfried Kessler. En septembre 1974, le groupe retourne en studio pour l'enregistrement de Osiris, sans Mauricia Platon, mais avec l'aide de deux percussionnistes : Marc Chantereau et Pierre « Ty Boum » Guignon. Jean-Yves Rigaud quitte le groupe avant la parution du disque sur Disjuncta, le label nouvellement créé par Richard Pinhas. Suivra une tournée à quatre (Faton, Yoch'ko, Dugrenot, Truong).
Début 1975, le groupe décide de s'adjoindre un quatuor à cordes et entreprend une nouvelle tournée incluant un passage à l'Olympia (Paris) le 29 mars. Mais bientôt Joël Dugrenot quitte le groupe pour rejoindre celui de Cyrille Verdeaux, Clearlight. Il est remplacé par Gérard Prévost. L'album Shekina est enregistré en juillet 1975, suivi de nouveaux concerts dont un second Olympia le 16 décembre et même une tournée au Cameroun, en février 1976. En septembre 1976, c'est l'enregistrement de Kawana où le quatuor à cordes est remplacé par un seul violoniste, Didier Lockwood qui vient de quitter Magma. Mais cette formation sera éphémère car Yoch'ko décide de partir après quelques concerts. Il est remplacé provisoirement par François Debricon. Un album intitulé Live !, enregistré à l'époque sera édité par Musea en 2004. Puis c'est au tour de Lockwood et Truong de partir (pour fonder Surya).

### Retours et séparation (1977–2012)
À la fin 1977, Manu Katché remplace Jean-My Truong à la batterie pour l'enregistrement de Typhareth. Puis le groupe se dissout. À part un concert le 6 juin 1986 au Rex Club, Zao ne jouera qu'en 1994 avec la parution de Akhenaton. La formation se compose alors de Faton, Yoch'ko, Truong, Patrick Tilleman (violon) et Dominique Bertram (basse).
Nouvelle interruption jusqu'en 2004 avec une tournée au Japon d'où sera tiré l'album Zao In Tokyo,. Puis l'album Zao Family, enregistré en septembre 2005, paraît en avril 2006 (sous le nom de Faton Cahen - Yochk’o Seffer Septet). Suivront quelques concerts, avec parfois des invités comme Didier Lockwood ou Didier Malherbe. Le dernier concert a lieu en février 2008 à Épinal. Un dernier album, intitulé Ethnic-3 Live, paraît en 2008. Le groupe se compose alors de Faton, Yoch'ko et François Causse (batterie).
L'histoire de Zao se termine avec le décès Faton Cahen le 13 juillet 2011. Les membres restants lui rendent un dernier hommage lors d'un dernier concert le 17 janvier 2012 au New Morning,.

## Discographie
- 1973 : Z=7L
- 1974 : Osiris
- 1975 : Shekina
- 1976 : Kawana
- 1977 : Typhareth
- 1994 : Akhenaton
- 2004 : Live ! (1976)
- 2006 : Zao Family
- 2007 : Zao In Tokyo (enregistré en 2004)
- 2008 : Ethnic-3 Live